# Jakub Wieczorek
Jakub Wieczorek (ur. 21 marca 1983 w Kaliszu) – polski aktor teatralny, filmowy i dubbingowy.

## Życiorys
Jakub Wieczorek jest absolwentem Akademii Teatralnej im. Aleksandra Zelwerowicza w Warszawie. Współpracuje z teatrami warszawskimi (Narodowy, Polonia, Wytwórnia, Capitol, Warszawska Opera Kameralna) oraz z Teatrem Powszechnym w Łodzi.

## Filmografia
Źródło: FilmPolski.pl: 
- 2002–2010: Samo życie – taksówkarz
- 2003: M jak miłość – dziennikarz Patrycjusz Sobak relacjonujący proces Radomskiej
- 2004: Kryminalni – Rafał Markiewicz „Kaktus” (odc. 6)
- 2005: Wiedźmy – kolega „Styka” (odc. 7)
- 2005: Boża podszewka II – Zdzicho (odc. 7)
- 2006: Pensjonat pod Różą – Sebastian Jaworski
- 2006: Oficerowie – „Gap” (odc. 12)
- 2006: Na dobre i na złe – Michał, wnuk pani Kazi (odc. 264)
- 2006: Magda M. – doktor Stalewicz
- 2006: Francuski numer – skin
- 2007: Regina – policjant
- 2007: Oskarżeni. Śmierć sierżanta Karosa – ks. Sylwester Zych
- 2007: Latarnik – Jacek
- 2007: Kryminalni – Tomek (odc. 82)
- 2008: Daleko od noszy – pacjent (odc. 147)
- 2008–2009: Czas honoru – Jacek Sitek (odc. 5, 21)
- 2008: Agentki – chłopak (odc. 4)
- 2009: Teraz albo nigdy! – Misiek, mąż Marzeny
- 2009: Plebania – strażnik
- 2009: Generał Nil – Mieczysław Maślanko
- 2010: Usta usta – piłkarz-gej Maciek (odc. 17)
- 2010: Nowa – dziennikarz (odc. 9)
- 2010: Lincz – dyżurny na komendzie
- 2010–2013: Hotel 52 – kucharz Leszek
- 2010: Duch w dom – klarnecista, kolega Leszka
- 2010: Chichot losu – lekarz (odc. 3)
- 2011: Prosto w serce – biznesmen (odc. 24, 25)
- 2011: Przepis na życie – barman (odc. 18)
- 2011: Ojciec Mateusz – doktor Paweł Wiśniewski (odc. 72)
- 2012: Przyjaciółki – Marek (odc. 1)
- 2012–2013: Na krawędzi – policjant Wiesław Potocki
- 2013: Stacja Warszawa – taksówkarz
- 2013: Komisarz Alex – Hubert Domagała (odc. 27)
- 2013: 2XL – Mirek, narzeczony Lilki
- 2013–2015: Spokojnie, to tylko ekonomia! – Albin, kuzyn Andrzeja
- 2014: Na krawędzi 2 – policjant Wiesław Potocki
- 2014: Miasto 44 – kanalarz
- 2014: Kochanie, chyba cię zabiłem – detektyw Marian Wach
- 2015: Żyć nie umierać – Tomek „Boss”
- 2015: Na Wspólnej – Iwo Kmiecik
- 2015: Strażacy – prokurator (odc. 8)
- 2015: Prawo Agaty – Dariusz Wolczyk, sąsiad Zagórnych (odc. 90)
- 2015: Ojciec Mateusz – Robert Luboń, mąż Kamili (odc. 171)
- 2015: Karbala – Majcherek
- od 2015: Barwy szczęścia – Borys Grzelak, bratanek Zenka
- 2016: Smoleńsk – ambasador Gruzji
- 2016: Druga szansa – mężczyzna na przyjęciu (odc. 6)
- 2017: W rytmie serca – Wiktor Nawrot (odc. 5)
- 2017: Ojciec Mateusz – Roman Szlagus (odc. 227)
- 2017: Na dobre i na złe – Grzegorz Kwiecień, mąż Anny
- 2017: Belfer II – policjant „Giwera” (odc. 2)
- 2018: Pensjonat nad rozlewiskiem – menedżer Andrzej Maria Wróbel
- 2018: Trzecia połowa – piłkarz Maliniak
- 2018: Ślad – Mirosław Paluch (odc. 10)
- 2020: Zieja – Jacek Kuroń
- 2021: Chrzciny – Kazik
- 2021: Hiacynt (film) – tajniak
- 2021: Żeby nie było śladów (film) – esbek
- 2022: Mecenas Porada – Krzysztof Olecki
- 2022: Warszawianka (serial telewizyjny) – Borygo
- 2022: Orlęta. Grodno ’39 – kapral Oleszek
- 2023: Mój Agent – urzędnik
- 2023: Korona królów. Jagiellonowie – brat Bdzigost, dominikanin
- 2023: Absolutni debiutanci – Ryba, ojciec Malwiny
- 2024: Rozwodnicy – Waldek
- 2024: Ojciec Mateusz – podinspektor Mżygoda (od odc. 309)
- 2025: Wzgórze Psów (serial telewizyjny) – Wariat (odc. 2–4)

## Polski dubbing

### Filmy
- 2009: Delfin Plum – Potworro
- 2009: Pies, który uratował święta – Stewey McMan
- 2010: Dino mama – Horacy
- 2010: Pies, który uratował ferie – Stewey McMan
- 2010: Winx Club: Magiczna przygoda – Mike
- 2011: Ale cyrk!
- 2011: Pies, który uratował Halloween – Stewey McMan
- 2011: Roman Barbarzyńca – Chwatko
- 2012: Epoka lodowcowa 4: Wędrówka kontynentów
- 2013: Kumba – Tabo
- 2013: Hobbit: Pustkowie Smauga – Nazrug
- 2013: Ratujmy Mikołaja! – Żołnierze (gwary)
- 2013: Tarzan. Król dżungli
- 2014: Kapitan Szablozęby i skarb piratów – Konrad
- 2014: Pies, który ocalił Wielkanoc – Stewey McMan
- 2014: Powstanie warszawskie
- 2014: Uwolnić Mikołaja!
- 2014: Wielka szóstka – sierżant
- 2014: Wojownicze żółwie ninja
- 2014: X-Men: Przeszłość, która nadejdzie – Bishop
- 2015: Ant-Man – Gale
- 2015: Przygody Nobity na Morzu Południowym – kapitan Kidd
- 2015: Moja niewidzialna siostra – pan Perkins
- 2015: Następcy – Trener
- 2015: Nickel-ho-ho-ho-deon! – głos „złego”
- 2015: Pies, który uratował lato – Stewey McMan
- 2015: Scooby Doo i Czarny Rycerz – Lektor
- 2015: Zwyczajny film – Atleta
- 2016: Doktor Strange – Daniel Drumm
- 2016: Dzień Niepodległości: Odrodzenie – Dikembe Umbutu
- 2016: My Little Pony: Equestria Girls – Legenda Everfree – Filthy Rich
- 2016: Robinson Crusoe – kapitan John Silver
- 2016: Scooby-Doo! i WWE: Potworny wyścig – Undertaker
- 2016: Sekretne życie zwierzaków domowych – Duke
- 2016: Tarzan: Legenda – wódz Mbonga
- 2016: Wilk w owczej skórze – Ragir
- 2016: Wojownicze żółwie ninja: Wyjście z cienia – Baxter Stockman
- 2016: X-Men: Apocalypse
- 2017: My Little Pony: Film – Boyle
- 2018: Spider-Man Uniwersum – Jefferson Davis
- 2020: Dr. Dollitle – Ważka
- 2021: Sing 2 – Dariu[2]

### Seriale
- 1997: Miasteczko South Park – Jerome "Szef" McElroy (dubbing Comedy Central)
- 2004: Klub Winx – Gantlos (seria IV)
- 2004–2007: Szkolny poradnik przetrwania –
  - pan Wright,
  - trener Stax (odc. 11)
- 2008–2015: Supa Strikas: Piłkarskie rozgrywki – trener Supa Strikas (odc. 40-52)
- 2009: Geronimo Stilton
- 2009: Huntik: Łowcy tajemnic – Guggenheim
- 2009: Podcats
- 2010: My Little Pony: Przyjaźń to magia –
  - Filthy Rich (odc. 140),
  - Ojciec Vapor Trail (odc. 141)
- 2010: Pound Puppies: Psia paczka –
  - Czyngis Kan (odc. 2),
  - Grubas (odc. 2),
  - Miazgonator (odc. 3),
  - Bernardyn (odc. 4),
  - Szrotowy Jim (odc. 7),
  - Komondor (odc. 8),
  - sędzia (odc. 9),
  - Ringbinder (odc. 10),
  - Agent Todd (odc. 11, 25),
  - robotnik (odc. 14),
  - Jean Luck (odc. 18),
  - Sarge (odc. 19),
  - Bogacz (odc. 23)
- 2010–2013: Victoria znaczy zwycięstwo – Otis (odc. 10)
- 2010: Zwyczajny serial –
  - Mitch Sorenstein (Atleta) (odc. 177-179, 181-230, S3-S6)
  - klaun (odc. 2),
  - mistrz Śmierć Kwon Do (odc. 4, 96),
  - astronauta #2 (odc. 7),
  - Garrett Bobby Ferguson (odc. 19, 81-82),
  - ochroniarz (odc. 29),
  - główny bohater filmu Zombikalipsa 3D (odc. 31),
  - spiker (odc. 32),
  - Ochroniarz #1 (odc. 32),
  - Śmierć (odc. 33, 43, 68, 82, 117),
  - Nocna Sowa (odc. 34),
  - Skunksołak (odc. 39),
  - pracownik King Thrift (odc. 41),
  - Bóg koszykówki (odc. 46),
  - Sędzia Broseph Kolowrzućnaluz (odc. 48),
  - Masakra (odc. 51),
  - Manager restauracji (odc. 58),
  - Ochroniarz #2 (odc. 61),
  - Ajay Maldonaldo (odc. 62),
  - Pan Wola (odc. 64),
  - strażnik Źródła Młodości (odc. 65),
  - Melard (odc. 67),
  - Atletata (odc. 71),
  - Koleś w pubie (odc. 72),
  - Ojciec Starli (odc. 73),
  - Niedźwiedź (odc. 78),
  - Garrett Bobby Ferguson Jr. (odc. 81-82),
  - kierowca Impra Busu (odc. 84-85),
  - Gunner Von Strauss (odc. 87),
  - Jeden z wrotkarzy (odc. 89),
  - Russell (odc. 89),
  - Gęś (odc. 96),
  - sobowtór Ace’a Balthazara (odc. 97),
  - Reginald (odc. 99),
  - Greg (odc. 100),
  - Donny G (odc. 106),
  - brat Atlety (odc. 110),
  - Pilot helikoptera (odc. 112),
  - LP (odc. 113),
  - Impra Pete (odc. 119),
  - Jack (odc. 123),
  - Strach na wróble (odc. 128-129),
  - Brock Stettman (odc. 133-134),
  - tata Małgosi (odc. 133-134)
- 2011:Ninjago mistrzowie spinjitzu –
  - Garmadon
- 2011: Kumple z dżungli – na ratunek –
  - słoń (odc. 55, 72),
  - senior Paco (odc. 68)
- 2011: Rastamysz – Krzepki Lu (odc. 27, 32-33, 36-37, 40, 43-44, 46, 53, 56, 58, 61, 64)
- 2011: Redakai: W poszukiwaniu Kairu – Mistrz Bodai
- 2012: Legenda Korry –
  - Tonraq (ojciec Korry) (odc. 13-16, 23-24, 29-30, 36-41),
  - Ganbat (odc. 33)
- 2012: Mega Spider-Man – Nick Fury
- 2012: Transformers: Rescue Bots –
  - Quint Quarry (odc. 62, 86),
  - Maven Danger (odc. 100)
- 2012: Jeźdźcy smoków – Ryker Grimborn (odc. 55-56, 59-62, 64-66, 71, 74, 76, 78)
- 2013: Tomek i przyjaciele – Skałek (odc. 404, 418, 425-426)
- 2013–2014: Sam i Cat
- 2013: Avengers: Zjednoczeni –
  - Nick Fury (odc. 1, 8, 11, 16, 19, 28, 32, 34, 39, 41-44),
  - Stwór / Ben Grimm (odc. 14),
  - Volstagg (odc. 15, 61)
  - Obserwator (odc. 28),
  - Dormammu (odc. 59)
- 2013: Bohaterowie Marvela: Doładowani na maksa – Nick Fury
- 2013: Chica Vampiro. Nastoletnia wampirzyca – Dracula
- 2013–2015: Hulk i agenci M.I.A.Z.G.I. –
  - Nick Fury (odc. 16, 37-38, 51),
  - Malekith (odc. 19)
- 2013: Nawiedzeni –
  - Duke Preston (odc. 19),
  - Horast (odc. 24)
- 2013: Zack i Kwak
- 2014: BoJack Horseman –
  - BoJack Horseman,
  - Butterscotch Horseman
- 2014: Ciasteczkowe filmy – Ciasteczkowy Potwór
- 2014: Doktor Jaciejakiegacie –
  - Butch,
  - Destructoróg (odc. 26a),
  - Prawa Ręka nr 94 (odc. 25a)
- 2014: Niebezpieczny Henryk / Straszny Henry – Shawn Corbit (odc. 10)
- 2014: Sonic Boom – Dr Eggman
- 2014: Star Wars: Rebelianci
- 2014: To nie ja –
  - głos maszynisty (odc. 30),
  - dyrektor McLean (odc. 32)
- 2015: Bella i Buldogi – Ray Dixon (odc. 37)
- 2015: Game Shakers. Jak wydać grę? – Bunny (odc. 1-7, 9-12, 14-25)
- 2015: Nastoletnia agentka – Craig Cooper
- 2015: Richie Rich – Bulldozer
- 2015: Strażnicy Galaktyki – Drax
- 2015: The Returned – pastor Leon Wright
- 2015: Transformers: Robots in Disguise – Scorponok (odc. 33)
- 2015: Wyluzuj, Scooby Doo! – Duncan O’Dell (odc. 18)
- 2015: Wyspa Puffinów – narrator
- 2016: Elena z Avaloru – Kapitan Daniel Turner (odc. 1)
- 2016: Kalifornijski guru – Chip
- 2016: Królestwo Tamtych – król Reed
- 2016: Lego Bionicle: Droga do jedności – Kopaka
- 2016: Lego Friends: Moc przyjaźni –
  - Boutaire,
  - Burmistrz
- 2021: Gwiezdne wojny: Parszywa zgraja – Wrecker
- 2022: Sonic 2. Szybki jak błyskawica – Knuckles the Echidna[3]

### Gry
- 2009: League of Legends –
  - Singed,
  - Cho’Gath,
  - Hecarim
- 2010: StarCraft II: Wings of Liberty –
  - Mroczny Templariusz,
  - Żniwiarz (jednostka)
- 2011: SOCOM: Polskie Siły Specjalne – Strzałkowski
- 2011: Rage – Burmistrz Clayton
- 2011: Medieval Moves: Wyprawa Trupazego – Kowal
- 2012: Risen 2: Mroczne wody
- 2012: Diablo III –
  - Urzael,
  - Wiktor
- 2012: Halo 4 – Paul Demarco
- 2012: XCOM: Enemy Unknown – Żołnierz
- 2013: Crysis 3 – Psychol
- 2013: Tomb Raider – Jonah Maiava
- 2013: Sly Cooper: Złodzieje w czasie
- 2013: Company of Heroes 2 –
  - Robles Czerwone Oko,
  - Czarny Rycerz
- 2013: Puppeteer – Kapitan Gaff
- 2014: Hearthstone: Heroes of Warcraft –
  - Lord Jaraxxus,
  - Śmiercioskrzydły,
  - Gruul
- 2014: Disney Infinity 2.0: Marvel Super Heroes – Nick Fury
- 2014: Sunset Overdrive – żebrak Lawrence
- 2015: Battlefield Hardline
- 2015: Heroes of the Storm – Rehgar
- 2015: Everybody’s Gone to the Rapture – Howard Lantham
- 2015: Disney Infinity 3.0
- 2015: Rise of the Tomb Raider – Jonah Maiava
- 2016: Call of Duty: Infinite Warfare – Oficerowie FOK
- 2016: Dishonored 2 –
  - cywile,
  - rewidenci

### Słuchowiska
- 2014: Conan Barbarzyńca: Królowa Czarnego Wybrzeża – Tito
- 2014: Porucznik Jamróz – Borek
- 2015: Czas pogardy – Książę Hereward z Ellander
- 2016: Krzyżacy –
  - Zawisza Czarny (odc. 3),
  - Wilk (odc. 5),
  - Gotfryd (odc. 7-8),
  - Wolfgang von Baden (odc. 11)
- 2016: Powstanie Warszawskie. Wędrówka po walczącym mieście
- 2017: Wzgórze psów